# André Vlayen
André Vlayen, également orthographié André Vlaeyen connu également sous le nom de Joannes Vlayen et Joannes Andres Vlayen (né le 17 mars 1931 à Herselt et mort le 20 février 2017) à Herselt est un coureur cycliste belge.

## Biographie
Professionnel de 1953 à 1962, il a notamment été champion de Belgique sur route en 1956 et 1957, et vainqueur d'étape du Tour d'Italie 1957.

## Palmarès

### Palmarès amateur
- 1950
  - Anvers-Liège-Anvers
  - 2e du Tour de Belgique amateurs
- 1951
  - 4e étape du Tour de Belgique indépendants
  - 3e de Bierset-Namur-Bierset
- 1953
  - Tour du Limbourg indépendants

### Palmarès professionnel
| - 1953 - Flèche hesbignonne-Niel et Saint-Trond - 1954 - Circuit du Limbourg - Classement général du Tour de l'Ouest - Anvers-Liège-Anvers - 2e de Bruxelles-Couvin - 3e de Hoeilaart-Diest-Hoeilaart - 1955 - Bruxelles-Couvin - Grand Prix Betekom - 3e du Circuit Het Volk - 3e des Trois Jours d'Anvers - 1956 - Champion de Belgique sur route - Tour de Belgique : - Classement général - 1re étape - 2e d'Anvers-Herselt - 2e du Week-end ardennais - 3e de la Flèche wallonne - 3e du Grand Prix de clôture - 4e de Liège-Bastogne-Liège - 5e du Challenge Desgrange-Colombo - 7e du Tour des Flandres - 8e de Paris-Roubaix | - 1957 - Champion de Belgique sur route - 4e étape du Tour d'Italie - 3e de Hoeilaart-Diest-Hoeilaart - 3e des Trois villes sœurs - 4e du Tour de Lombardie - 1958 - Classement général d'À travers la Belgique - Trois Jours d'Anvers : - Classement général - 2eb étape - Grand Prix Stan Ockers - 5e de Paris-Tours - 9e de Liège-Bastogne-Liège - 1959 - 7e de Liège-Bastogne-Liège - 7e de Paris-Tours - 1961 - Circuit des régions flamandes |  |

## Résultats sur les grands tours

### Tour de France
2 participations
- 1956 : hors délais (15e étape)
- 1958 : abandon (15e étape)

### Tour d'Italie
2 participations
- 1957 : 51e, vainqueur de la 4e étape
- 1960 : abandon (12e étape)